# Ernst Peterson-Särgava
Ernst Peterson-Särgava, 1935-ig Ernst Peterson valamint Karl Ernst Petersen (Vändra, 1868. április 29. – Tallinn, 1958. április 12.) észt író.

## Élete
Apja tanár volt. Eleinte apja tanította, 1878 és 1883 közt Vändrában és Toriban járt iskolába, majd három éven át apját segítette tanári munkájában. 1886 és 1889 közt a tartui orosz nyelvű tanári főiskola hallgatója volt. 1889 és 1891 közt a vändrai járási iskola segédtanítója volt, 1891-ben a sindii iskola segédtanítója lett. Ezután éveken át Észtország különböző iskoláiban tanított. 
1906-től a második világháború végéig Tallinnban az észt nyelv tanára volt. Politikai tevékenységet is kifejtett, 1907–1918 közt, valamint 1930–1933 közt a tallinni városi tanács tagja volt. 1938-ban az észt államgyűlésbe (észt nyelven: Riigivolikogu) is beválasztották. A Särgava írói álnevet 1935-ben vette fel egyik őse vändrai gazdaságának neve után.
Iskolás korában komoly hatást gyakoroltak rá Carl Robert Jakobson írásai. Az íróval többször is személyesen találkozott, mivel apja ismerőse volt. Ez magyarázza azt a társadalmi elkötelezettséget, amely későbbi munkásságára jellemző. Első publikációi versek és fordítások voltak, amelyek 1887-től az Olevik című lapban jelentek meg. Első prózai munkája, a Nälg című allegorikus mese szintén az Olevikben jelent meg 1890-ben. 
Első önálló kötete 1895-ben került az olvasók elé. Nem sokkal ezután mutatta be legfontosabb kiadványát, az eredetileg évkönyvnek tervezett Paisedet, amelynek három száma jelent meg 1899 és 1901 közt. A kiadvány józan, naturalisztikus történeteket tartalmazott, s a kortárs észt társadalom árnyoldalait mutatta be. Foglalkozott a parasztok kizsákmányolásával, a vidéki lakosság nyomorúságát istentelenségükkel magyarázni akaró lelkészek képmutatásával, stb. 
Az író így a korai kritikai realizmus fontos képviselőjévé vált Észtországban, Eduard Vilde mellett ő volt "talán a legszembetűnőbb jelenség". Kezdetben valóban sokat hasonlították Vildéhez, különösen Friedebert Tuglas elemezte 1909-es terjedelmes esszéjében kettejük munkásságát. Petersont sértette, hogy ebben a munkában nagyon kritikusan ítélték meg írói tevékenységét, feltehetően ez volt az oka annak, hogy egyre kevesebbet publikált, s ahogy idősödött úgy szentelte inkább a pedagógiának magát. Számos tankönyv szerzője volt. Kiadott néhány színdarabot illetve mesekönyvet is. Élete vége felé egy nagyívű, az 1840-es és 1850-es évekkel foglalkozó történelmi regény írásába kezdett, amelyet már nem tudott befejezni. A munka posztumusz jelent meg 1968-ban Olev Jõgi szerkesztésében Lähme linna kirjutama, oma elu kergendama címen.

## Válogatott munkái
- Ei iialgi! Rakvere, N. Erna, 1895
- Paised 1-3 Rakvere, N. Erna, 1899-1901
- Rahva-valgustaja Jurjev, Uudised, 1904
- Elsa Tallinn, M. Schiffer, 1907
- Ennemuistsed jutud lastele Tallinn, E. Peterson, 1909
- Ennemuistsed jutud Reinuvaderist rebasest Tallinn, E. Peterson, 1911
- Jutustused  Tallinn, Mõte, 1916
- Sõnajala õis. Näidend 3 waatuses  Tallinn, Eestimaa Kooliõpetajate VA Selts, 1920
- Uus miniister. Näidend 3 waatuses  Tallinn, Kool, 1922
- Kogutud teosed 1-3 Tartu, Tallinn, Loodus, 1938-1939
- Lähme linna kirjutama, oma elu kergendama 1-2 Tallinn: Eesti Raamat, 1968

## Fordítás
- Ez a szócikk részben vagy egészben  az   Ernst Peterson-Särgava című német Wikipédia-szócikk ezen változatának fordításán alapul.  Az eredeti cikk szerkesztőit annak laptörténete sorolja fel. Ez a jelzés csupán a megfogalmazás eredetét és a szerzői jogokat jelzi, nem szolgál a cikkben szereplő információk forrásmegjelöléseként.